# Rochwitz
Rochwitz ist ein Stadtteil im Osten der sächsischen Landeshauptstadt Dresden. Er liegt in der gleichnamigen Gemarkung, die größtenteils zum Stadtbezirk Loschwitz gehört.

## Geografie
Rochwitz befindet sich sechs Kilometer östlich des Dresdner Stadtzentrums, der Inneren Altstadt, am westlichen Ende des Schönfelder Hochlands. Die Fluren von Rochwitz reichen im Westen bis an die Dresdner Elbhänge heran, die zum Elbtalkessel überleiten. Im Norden wird Rochwitz durch den Loschwitzgrund, im Süden durch den Wachwitzgrund begrenzt. Keine natürliche Grenze existiert nach Nordosten, wo das Hochland in Richtung Quohren weiterführt. Angrenzende Gemarkungen sind die anderen Dresdner Stadtteile Bühlau im Nordosten und Norden, Loschwitz im Nordwesten und Wachwitz im Südwesten. Mit Pappritz im Südosten und Gönnsdorf im Osten sind außerdem zwei Ortsteile der Dresdner Ortschaft Schönfeld-Weißig benachbart. Die Gemarkung Rochwitz gehört im Wesentlichen zum statistischen Stadtteil Bühlau/Weißer Hirsch.

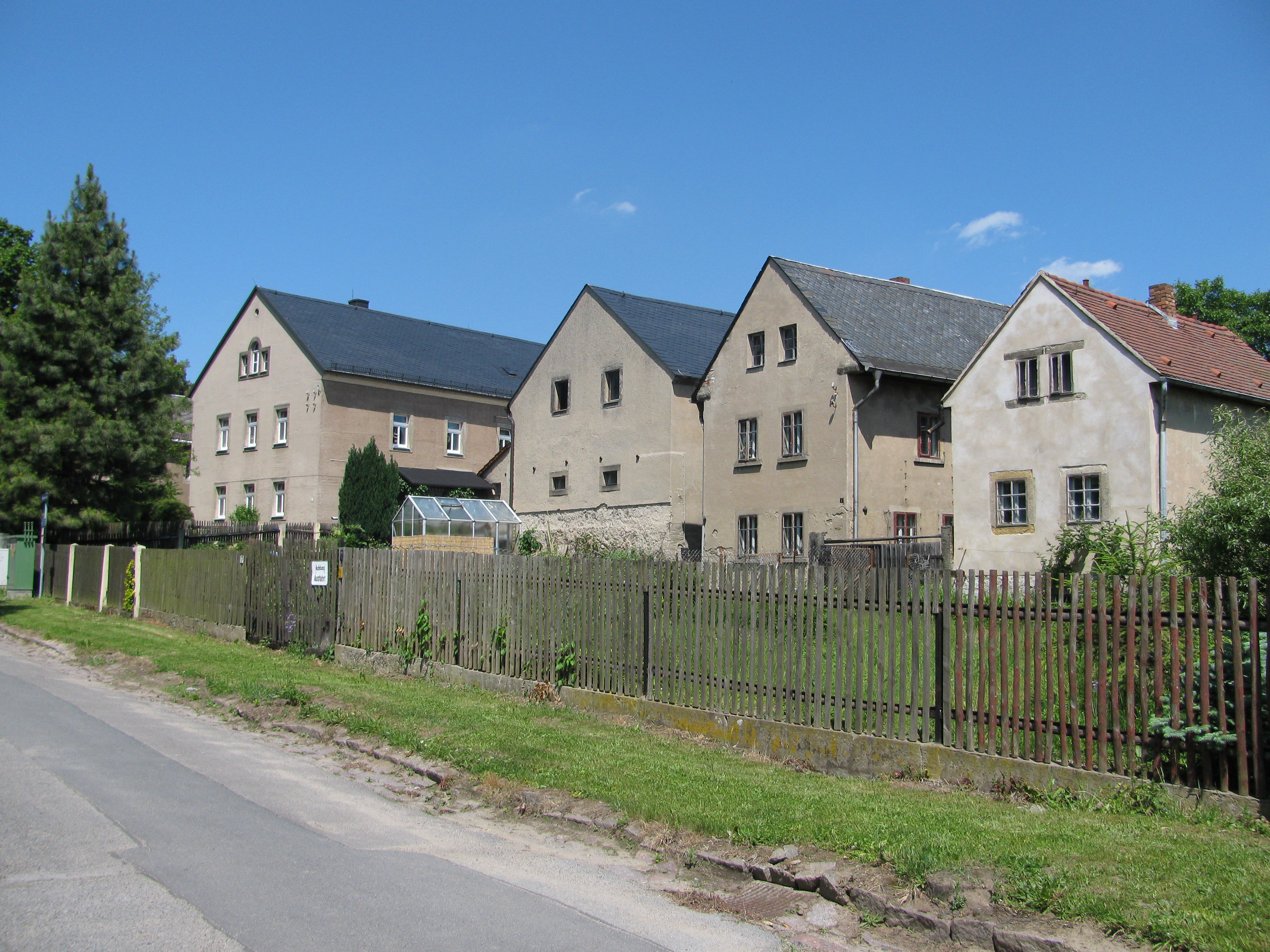
Dorfkern Altrochwitz

Der Stadtteil Rochwitz selbst wird in drei Teile gegliedert. Im ältesten Teil, auch als Oberrochwitz bezeichnet, liegt der Ortskern Altrochwitz in einer Höhe von etwa 270 m ü. NN in einer flach ins umliegende Gelände eingesenkten Wiesenmulde, die in Richtung Wachwitzgrund an Tiefe gewinnt. Einige der Gehöfte dieses alten Dorfes sind bis heute erhalten. Im mittleren Abschnitt des Loschwitzgrundes befindet sich Niederrochwitz. Neurochwitz liegt hingegen im äußersten Westen der Gemarkung, zwischen Neurochwitzer Grund und Wachwitzer Elbhang. Zwischen Ober- und Neurochwitz erstrecken sich die Reste des im 19. Jahrhundert zum Teil gerodeten Rochwitzer Tännichts, eines unter dem Namen Rochwitzer Busch bekannten Nadelwalds. Weite Teile von Rochwitz tragen einen Siedlungscharakter. Wichtigste Straße des Stadtteils ist die Grundstraße als Teil der Staatsstraße 167. Sie verbindet das Blaue Wunder in Loschwitz über Niederrochwitz mit der Bundesstraße 6 in Bühlau. Von ihr zweigt die Tännichtstraße in Nieder- nach Oberrochwitz ab. Dortige Hauptstraßen sind die Krüger- und die Hutbergstraße. Die Wachbergstraße ist die Hauptstraße von Neurochwitz. Die Buslinie 84 der Dresdner Verkehrsbetriebe führt von Bühlau über Oberrochwitz, Niederrochwitz und Loschwitz zum Schillerplatz in Blasewitz. Zusätzlich verkehrt noch die Linie 521 in Rochwitz.

## Geschichte
Das Dorf Rochwitz wurde 1378 als Rochewicz/Rochewitz erstmals urkundlich erwähnt. Diese Bezeichnung geht wahrscheinlich auf den Namen eines slawischen Lokators zurück und bedeutet somit Dorf des Roch. Einer anderen Theorie zufolge entstand der Ortsname aus dem sorbischen Wort hroch (deutsch: Erbse) und heißt demnach sinngemäß Erbsendorf. Bei Rochwitz handelt es sich um ein Straßenangerdorf mit Block- und Streifenflur, dessen alter Ortskern in Form von Altrochwitz bis heute teils erhalten blieb. Vom frühen 16. Jahrhundert datieren Erwähnungen als Rechewitz und Rachwitz. Für das Jahr 1526 ist erstmals der heutige Ortsname verbürgt.
Um 1463 befanden sich das Dorf und umliegende Fluren im Besitz der Dresdner Bürgerfamilie Kundig. Das Rittergut Helfenberg war für die Gerichtsbarkeit zuständig. Im 16. Jahrhundert gehörte es dem angesehenen kursächsischen Adelsgeschlecht Karras, von dem ein Zweig auf dem Schloss im nahen Schönfeld saß. Das Rittergut Gönnsdorf übte schließlich von 1609 bis 1839 die Grundherrschaft im Dorf Rochwitz aus, das währenddessen administrativ zum Amt beziehungsweise zur Amtshauptmannschaft Dresden gehörte.
Etwa in der Mitte des 16. Jahrhunderts entstanden 1 km nordwestlich des Rochwitzer Dorfkerns einige Häuser im ebenfalls zu Rochwitz zählenden mittleren Loschwitzgrund. Fortan wurde zwischen dem älteren Oberrochwitz und dem neuen, an der heutigen Grundstraße gelegenen Niederrochwitz unterschieden, wobei das Ortszentrum immer in Oberrochwitz blieb. In Niederrochwitz befindet sich mit dem historischen Gasthof Zur Eule, das wie Rochwitz selbst 1378 erstmals Erwähnung fand, eines der ältesten noch bestehenden Wirtshäuser Sachsens. Einer der Stammgäste des mit Inschriften an der Fassade verzierten Fachwerkgebäudes war der Maler Ludwig Richter.

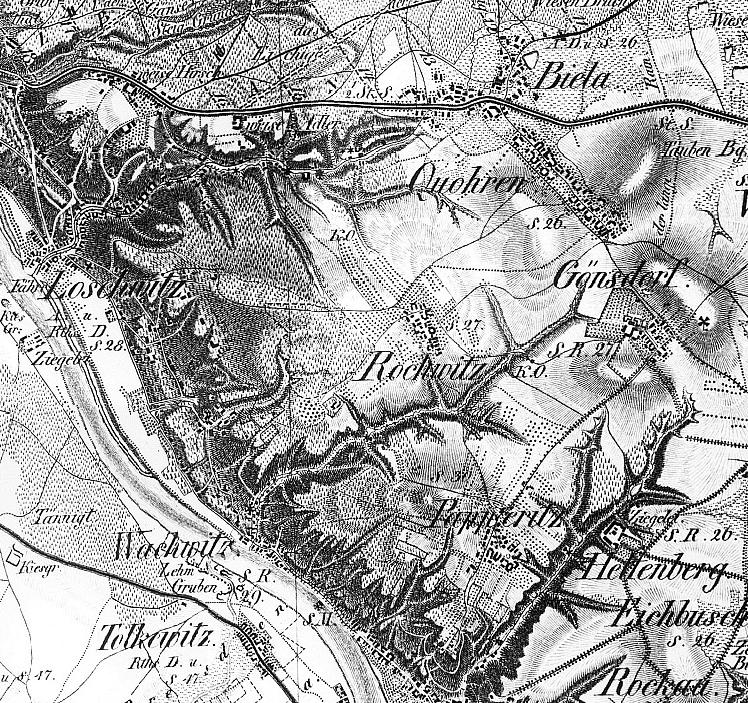
Rochwitz und seine Nachbardörfer auf einer Karte von 1821

Das auf der Rochwitzer Flur gelegene Tännicht, ein alter Rittergutswald und Jagdgebiet wettinischer Fürsten, wurde 1832 sächsischer Staatsforst und dem Revier Pillnitz zugeordnet. Als 1839 das Bauerndorf Quohren mit Bühlau eine Landgemeinde bildete, entstand direkt nördlich von Rochwitz neben Loschwitz ein weiterer bedeutenderer Ort. Ein großer Dorfbrand zerstörte 1869 weite Teile des alten Oberrochwitzer Dorfkerns; nur acht Gehöfte blieben erhalten, der Rest musste wiederaufgebaut werden. Besonders vom Brand betroffen waren die Gutsgebäude im Nordwesten von Altrochwitz. Etwas außerhalb des Dorfkerns wurde damals an der heutigen Hutbergstraße der Oberrochwitzer Gasthof errichtet, der 1898 einen großen Ballsaal erhielt. Seit dem 23. April 1898 ist dem damaligen sächsischen König Albert die Albertlinde  gewidmet, die am östlichen Rande des Tännichts in der Nähe der Kreuzung von Tännicht- und Krügerstraße steht. Ein damals am Baum aufgestellter Gedenkstein verschwand nach dem Zweiten Weltkrieg und wurde 2015/16 restauriert wieder aufgestellt. Am nördlichen Rand des Tännichts ist die Rotbuche Tännichtstraße seit 1939 als Naturdenkmal geschützt.
Als dritter Ortsteil nach Ober- und Niederrochwitz wurde Anfang der 1880er Jahre die Siedlung Neurochwitz errichtet, die sich in Elbhangnähe im Westen der Gemarkung befindet. Im Juli 1881 erwarben an dieser Stelle die Brüder Karl und Gustav Pietzsch, zwei in Rochwitz tätige Maurermeister, ein großes Flurstück und erschlossen es durch die Neuanlage von Straßen, darunter 1882 der heute nach ihnen benannte Zweibrüderweg. Anschließend errichteten Siedler mehrere Häuser. Überliefert ist auch der Name Kamerun für diese Siedlung, der auf ihre abseitige Lage im Rochwitzer Busch anspielt. Schließlich übernahm 1893 auch der neu eröffnete Neurochwitzer Gasthof den Namen dieser damaligen Kolonie des Deutschen Reichs.
Zunächst war Rochwitz nach Schönfeld eingepfarrt. Ebenso besuchten die Rochwitzer Kinder die Schönfelder Kirchschule. Im Jahre 1882 baute die Gemeinde Rochwitz ein eigenes Schulhaus an der Hutbergstraße, das 2016 abgerissen und durch einen Neubau ersetzt wurde. Seit Februar 2018 lernen wieder Kinder in Rochwitz. 
Seit 1898 gehörte Rochwitz kirchlich zu Bühlau, weshalb sich auf dem dortigen Friedhof auch ein gemeinsames Denkmal für die im Ersten Weltkrieg Gefallenen beider Orte befindet. Am 1. April 1921 wurde Rochwitz gemeinsam mit seinen Nachbarorten Bühlau, Loschwitz und Weißer Hirsch nach Dresden eingemeindet und bildet seitdem einen Stadtteil der Landeshauptstadt.
Ab 1909 unterhielt die jüdische Fraternitas-Loge in Oberrochwitz ein Ferienheim. In den 1920er und 1930er Jahren entstanden Kleinhaussiedlungen in Rochwitz, darunter an der Zaschendorfer, Malschendorfer und Krieschendorfer Straße die Siedlung Oberrochwitz, die 1936 auf einem von der Landessiedlungsgenossenschaft Sachsen erworbenen Grundstück errichtet wurde. Die von den Alliierten herbeigeführte Zerstörung Dresdens 1945 überstand Rochwitz schadlos; in den Luftschutzkellern des Stadtteils harrte damals auch der spätere Schriftsteller Volker Braun aus. Die Bühlauer LPG hielt ab den 1970er Jahren Geflügel in Rochwitz und betrieb hier auch Gärtnereien. Bis in die Gegenwart ist Rochwitz jedoch vornehmlich ein Wohnstadtteil geblieben.
Einwohnerentwicklung
| Jahr | Einwohner                                |
| ---- | ---------------------------------------- |
| 1552 | 12 besessene Mann, 8 Inwohner            |
| 1764 | 14 besessene Mann, 7 Gärtner, 12 Häusler |
| 1834 | 244                                      |
| 1871 | 338                                      |
| 1890 | 552                                      |
| 1910 | 1230                                     |

## Persönlichkeiten
Erich Schneider (1892–1979), Kirchenmusiker, Dirigent, Chorleiter und Domkantor